# Index Kewensis
Índex Kewénsis (сокращённо IK, англ. Kew Index, рус. Индекс Кью) — ботанический номенклатурный справочник, основанный в 1893 году, выпускался до 2002 года. В 2000 году был запущен интернет проект 
International Plant Names Index (англ. IPNI — Международный указатель научных названий растений), в рамках которого были объединены и опубликованы в Интернете сведения из Индекса Кью,  гербария Гарвардского университета и The Australian National Herbarium.
Справочник содержит названия цветковых растений, описанных после 1753 года, ссылку на первую публикацию и место публикации. 
Первоначально в нём регистрировались все опубликованные ботанические названия семенных растений рангов рода и вида.
Первые два основных тома были опубликованы в четырех выпусках с 1893 по 1895 год. Позже выпускались дополнения, которых всего было издано 21 выпуск.
Индекс был создан по инициативе Чарльза Дарвина. Первые тома были составлены ботаником Бенджамином Дейдоном Джексоном, редактором издания выступил директор Королевского ботанического сада в Кью Джозеф Гукер.
Позднее в дополнениях справочника стали учитывать и более мелкие таксоны: подвиды, разновидности и формы.